# Jules Barbier
Pour les articles homonymes, voir Jules Barbier (architecte) et Barbier.
Paul-Jules Barbier est un poète, dramaturge et librettiste français né le 9 mars 1825 à Paris, ville où il est mort le 16 janvier 1901.

## Biographie
Auteur de la plupart des livrets des opéras de Charles Gounod dont Faust (1859), il collabora principalement avec Michel Carré. On lui doit également le livret des Contes d'Hoffmann (1881) de Jacques Offenbach.
En 1884, il est candidat à l'Académie française. Il sera un dreyfusard actif.
Il meurt le 16 janvier 1901 dans le 3e arrondissement de Paris et il repose au cimetière ancien de Châtenay-Malabry, après avoir été transféré du cimetière de Passy.
Son père, Nicolas Alexandre Barbier (1789-1864), était peintre, dont plusieurs des œuvres ont été commandées par Louis-Philippe. Son fils, Pierre Barbier, était également librettiste et écrivain. L'écrivain Auguste Barbier (1805-1882), auteur des Iambes, était le cousin germain de son père.

## Œuvres principales

### Théâtre
- Amour et Bergerie, comédie en un acte (1848), Théâtre-Français
- Les Contes d'Hoffmann, drame en cinq actes (1851) avec Michel Carré, théâtre de l'Odéon
- Les Amoureux sans le savoir, comédie en un acte avec Michel Carré, Théâtre-Français
- Cora ou l'Esclavage, drame en cinq actes et sept tableaux (1961), théâtre de l'Ambigu-Comique
- Jeanne d'Arc, drame en cinq actes, musique de scène de Charles Gounod (1873), théâtre de la Gaité
- Lucile Desmoulins , drame en cinq actes et six tableaux (1896), théâtre de la République (?)

### Livrets
En collaboration avec Michel Carré
- Georges Bizet : La Guzla de l'émir, opéra-comique en un acte (1862, jamais représenté)
- Ernest Boulanger :
  - Les Sabots de la marquise, opéra-comique en un acte (1854)
  - Don Mucarade, opéra-bouffe en un acte (1875), Opéra-Comique
- Théodore Dubois : La Guzla de l'émir, opéra-comique en un acte (1873), Théâtre-Lyrique
- Charles Gounod :
  - Le Médecin malgré lui, opéra-comique en trois actes d'après Molière (1858)
  - Faust, opéra en cinq actes (1859), Théâtre-Lyrique
  - La Colombe, opéra-comique en deux actes (1860)
  - La Reine de Saba, grand opéra en quatre actes (1862), Opéra de Paris, salle Le Peletier
  - Roméo et Juliette, opéra en cinq actes d'après Shakespeare(1867), Théâtre-Lyrique
  - Philémon et Baucis, opéra en trois actes (1869), Théâtre-Lyrique
  - Polyeucte, opéra en cinq actes d'après Corneille (1878)
- Jacques Fromental Halévy : Valentine d'Aubigny (1856)
- Victor Massé : 
  - Galathée, opéra-comique en deux actes (1852), Opéra-Comique
  - Les Noces de Jeannette, opéra-comique en un acte (1853), Opéra-Comique
  - Miss Fauvette (1855)
  - Les Saisons, opéra-comique en trois actes et quatre tableaux (1855)
  - Paul et Virginie, opéra en trois actes et six tableaux (1876), Opéra-National
- Giacomo Meyerbeer : Le Pardon de Ploërmel, opéra-comique en trois actes (1859)
- Ernest Reyer : La Statue, opéra en trois actes  (1861), Opéra de Paris, salle Le Peletier
- Camille Saint-Saëns : Le Timbre d'argent, drame lyrique en quatre actes (1877)
- Théophile Semet : Gil-Blas, opéra en trois actes (1860)
- Ambroise Thomas : 
  - Psyché, opéra en quatre actes (1857), Opéra-Comique
  - Mignon, tragédie lyrique en trois actes et cinq tableaux d'après Goethe (1866), Opéra-Comique
  - Hamlet, opéra en cinq actes d'après Shakespeare (1868), Opéra de Paris, salle Le Peletier
  - Françoise de Rimini, opéra en quatre actes (1882), Opéra Garnier

Autres livrets
- Antony Choudens : Graziella, opéra-comique en un acte d'après Lamartine
- Louis Deffès : L'Anneau d'argent, opéra-comique en un acte (1855) avec Léon Battu
- Léo Delibes : Sylvia ou la Nymphe de Diane, ballet en trois actes (1876)
- Henri Hirschmann : Lovelace, opéra en quatre actes (1898) avec Paul de Choudens, théâtre des Variétés
- Victorin de Joncières : 'La Reine Berthe, opéra en deux actes (1878), Opéra Garnier
- Henri Maréchal : Daphnis et Chloé, pastorale lyrique en deux actes (1899) avec Pierre Barbier
- Victor Massé : Une nuit de Cléopâtre, opéra-comique en trois actes et quatre tableaux (1885), Opéra-Comique
- Jacques Offenbach : Les Contes d'Hoffmann, opéra fantastique en cinq actes (1881, d'après la pièce homonyme écrite avec Michel Carré)
- Jules Philipot : Le Magnifique, opéra-bouffe en un acte (1876)
- Ambroise Thomas : La Tempête, ballet fantastique en trois actes et six tableaux (1889)
- Hector Salomon :
  - Les Dragées de Suzette, opéra-comique en un acte (1866) avec Jules Delahaye, Théâtre-Lyrique
  - Bianca Capello opéra en cinq actes (1886)

Traductions et adaptations
- Ludwig van Beethoven : Fidelio (1860), avec Michel Carré
- Wolfgang Amadeus Mozart : Les Noces de Figaro (1858), Peines d'amour perdues (Cosi fan tutte, 1863), avec Michel Carré
- Otto Nicolai : Les Joyeuses Commères de Windsor (1866)
- Anton Rubinstein : Néron, opéra en quatre actes et sept tableaux (1884)

Divers
- Gaston Serpette : Jeanne d'Arc, cantate (1871) - Grand prix de Rome

## Titres et décorations
- Chevalier de la Légion d'honneur (décret du 12 août 1865)
- Officier de la Légion d'honneur au titre du ministère de l'Instruction publique et des Beaux-Arts (décret du 13 juillet 1880). Le parrain était le compositeur Ambroise Thomas[5]